# Deelen
Deelen est un village situé dans la commune néerlandaise d'Ede, dans la province de Gueldre. En 2009, le village comptait environ 50 habitants.